# 努库塔瓦克岛
努库塔瓦克岛（Nukutavake），又称努库图瓦克岛（Nukutuvake），是南太平洋法屬波利尼西亞的岛屿，屬於土阿莫土群島的一部分，由同名市镇管辖，位於皮納基環礁西北15公里，長5公里、寬1.3公里，土地面積5.5平方公里，島上有機場設施，2022年人口119。

## 外部連結
- Nukutuvake
- Pictures （页面存档备份，存于）
- History （页面存档备份，存于）
- Atoll list (in French)
- Classification of the French Polynesian atolls by Salvat (1985)